# Kràsnaia Poliana (Kírov)
Kràsnaia Poliana (en rus: Красная Поляна) és un poble (un possiólok) de l'óblast de Kírov, a Rússia, segons el cens del 2021 tenia 5.236. Pertany al districte (raion) de Viàtskie Poliani.